# São José das Missões
São José das Missões es un municipio brasileño del estado de Rio Grande do Sul.
Se encuentra ubicado a una latitud de 27º46'48" Sur y una longitud de 53º07'18" Oeste, estando a una altitud de 509 metros sobre el nivel del mar. Su población estimada para el año 2004 era de 2.881 habitantes.
Ocupa una superficie de 96,322 km².
- Datos: Q958481
- Multimedia: São José das Missões / Q958481